# Munții Eilat
Munții Eilat (în ebraică הרי אילת, transliterat: Harei Eilat) sunt un lanț muntos din Negevul de sud din sudul Israelului. Lanțurile Văii Timnei aparțin Munților Eilat. Printre blocurile centrale ale munților, Muntele Ezechia este cel mai înalt, urmat de Muntele Solomon. Munții au vedere la Golful Aqaba, care face parte din Marea Roșie.
Formațiunile stâncoase din munții Eilat sunt un amestec de granit, calcar și gresie, care poate fi descris ca fiind „extrem de colorat”.

## Etimologie
Munții sunt numiți după orașul din apropiere Eilat și numele biblic al orașului Eilot (Eiloth), care a fost situat îpelocul pe care astăzi se află orașul Eilat.

## Țări vecine
Din vârful Mt. Tzfachot, în extremitatea sudică a lanțului muntos, vizitatorii pot vedea țările: Egipt (via Peninsula Sinai) atunci când se uită spre sud-vest. Vizitatorii care se uită spre est, peste Golful Aqaba, pot vedea, de asemenea, Iordania. În zilele senine, de asemenea, Arabia Saudită poate fi văzută, privind spre sud-est (de asemenea, peste Golful Aqaba).

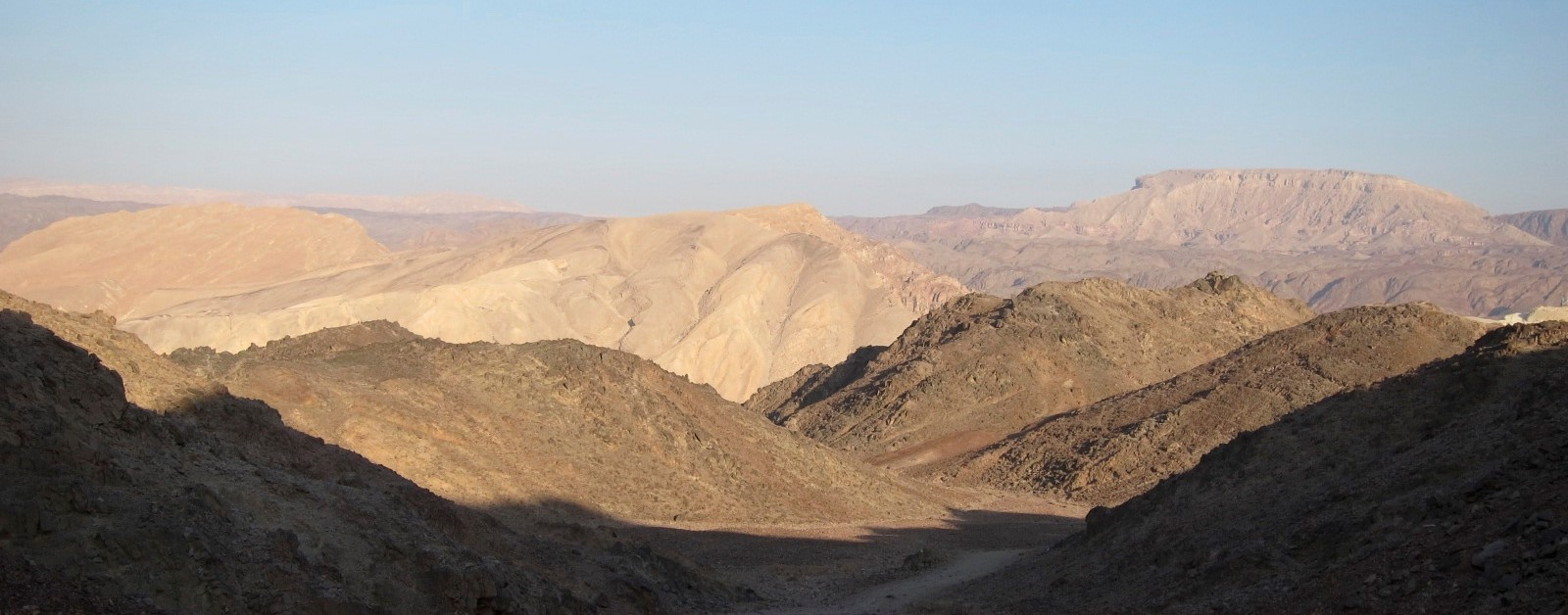
În fundal, Egiptul poate fi văzut de pe Muntele Tzfachot, iulie 2013

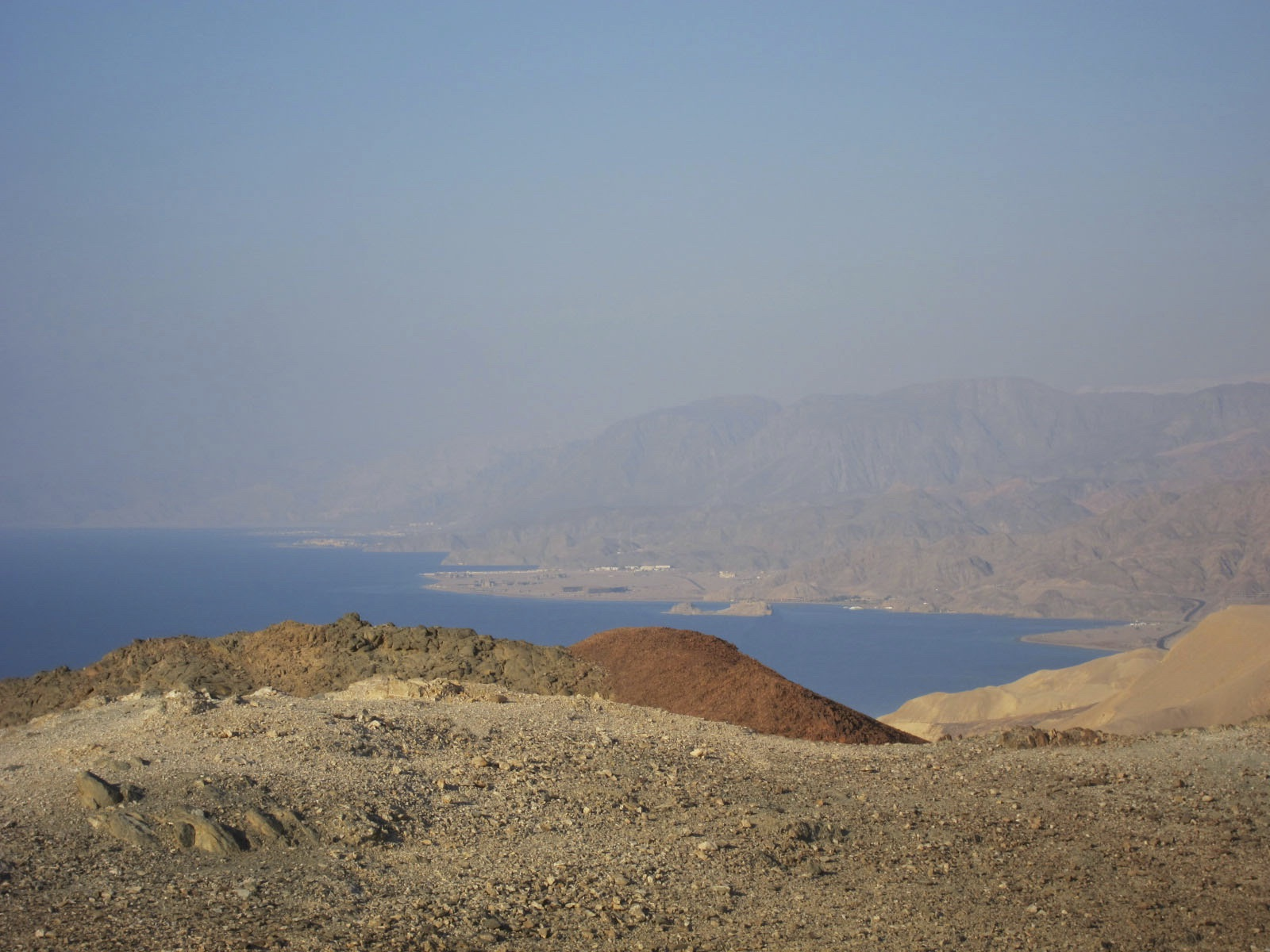
Din vârful Muntelui Tzfachot privind spre sud. Israel în prim-plan și în fundal - coasta de vest egipteană a golfului: orașul Taba și Insula faraonului.

]

## Zonă importantă pentru păsări
Creasta Munților Eilat de-a lungul părții vestice a sudului Văii Arava face parte dintr-o zonă importantă pentru păsări de 60.000 ha, așa cum a fost desemnată de BirdLife International, deoarece sprijină populațiile de diferite specii de păsări, în special păsări de apă⁠(<span title="Pasăre de apă|păsări de apă la Wikidata">d), răpitoare și migratoare sezoniere.

## Rezervația Munților Eilat
Rezervația Munților Eilat este o rezervație naturală declarată în Negev, care a fost declarată la 10 august 1986 și a fost extinsă de atunci. Suprafața rezervației este de aproximativ 415,04 dunami.